# Bata (football)
Pour les articles homonymes, voir Bata.
Agustín Sauto Arana dit Bata est un footballeur espagnol né le 11 mai 1908 à Barakaldo et mort le 21 août 1986 à Valle de Trápaga. Il évolue au poste d'attaquant du milieu des années 1920 au début des années 1940.
Il fait l'essentiel de sa carrière à l'Athletic Bilbao avec qui il remporte quatre championnat d'Espagne et Coupe d'Espagne. Premier joueur de l'histoire à avoir inscrit un septuplé lors d'un match de Liga (performance qui ne sera réitérée qu'une seule fois, par László Kubala en 1952), il termine également meilleur buteur du championnat en 1931 et 1932.
Il compte une sélection en équipe d'Espagne.

## Carrière

### En club
- 1924-1925 : Union Sport San Vicente de Barakaldo -  Espagne
- 1925-1929 : Barakaldo CF -  Espagne
- 1929-1936 : Athletic Bilbao -  Espagne
- 1939-1943 : Barakaldo CF -  Espagne

### En équipe nationale
Une sélection en équipe nationale le 19 avril 1931 contre l'Italie (0-0).

## Palmarès

### En Club
Athletic Bilbao
- Championnat d'Espagne
  - Champion d'Espagne en 1930, 1931, 1934 et 1936
- Coupe d'Espagne
  - Vainqueur en 1930, 1931, 1932 et 1933

### Distinctions personnelles
- Pichichi (meilleur buteur du Championnat d'Espagne de football) en 1931 (27 buts) et 1932 (13 buts) avec l'Athletic Bilbao
- Premier joueur de l'histoire à avoir inscrit un septuplé lors d'un match du Championnat d'Espagne de football
- Seul joueur de l'histoire à avoir inscrit un septuplé lors d'un match du Championnat d'Espagne de football, au côté de László Kubala